# Посвентне (гмина, Белостокский повет)
Посве́нтне (пол. Poświętne) — сельская гмина (волость) в Польше, входит как административная единица в Белостокский повет Подляского воеводства. Население — 3693 человек (на 2011 год). Административный центр гмины — деревня Посвентне.

## Демография
Данные по переписи 2011 года:
| Перепись            | Всего | Мужчины | Женщины |
| ------------------- | ----- | ------- | ------- |
| Всего               | 3693  | 1888    | 1805    |
| Городское население | 0     | 0       | 0       |
| Сельское население  | 3693  | 1888    | 1805    |

## Поселения
1. Бжозово-Старе
2. Бжозово-Антоне
3. Бжозово-Хабды
4. Бжозово-Хшчонки
5. Бжозово-Хшчоны
6. Бжозово-Корабе
7. Бжозово-Музылы
8. Бжозово-Панки
9. Бжозово-Сольники
10. Хомизна
11. Дзержки
12. Дзержки-Зомбки
13. Габрысин
14. Голембе
15. Грохы
16. Юзефин
17. Каминьске-Яски
18. Каминьске-Очоски
19. Каминьске-Плишки
20. Каминьске-Викторы
21. Куран
22. Лиза-Нова
23. Лиза-Стара
24. Лукавица
25. Марынки
26. Острув
27. Петково
28. Поросль-Глухы
29. Поросль-Войславы
30. Посвентне
31. Сточек
32. Турек
33. Вильково-Нове
34. Вильково-Старе
35. Волкуны
36. Здроды-Нове
37. Здроды-Старе

## Соседние гмины
1. Гмина Браньск
2. Гмина Лапы
3. Гмина Нове-Пекуты
4. Гмина Соколы
5. Гмина Сураж
6. Гмина Вышки